# 6873 Tasaka
6873 Tasaka este un asteroid din centura principală de asteroizi.

## Descriere
6873 Tasaka este un asteroid din centura principală de asteroizi. A fost descoperit pe 21 aprilie 1993 la Kitami de Kin Endate și Kazuro Watanabe. El prezintă o orbită caracterizată de o semiaxă mare de 2,17 ua, o excentricitate de 0,14 și o înclinație de 4,8° în raport cu ecliptica.